# Paolo Bossoni
Paolo Bossoni (San Secondo Parmense, provincia de Parma, Italia, 2 de julio de 1976) es un ciclista italiano. Fue profesional desde 1999 y corría para la formación Lampre-Fondital hasta que le suspendieron debido a un control antidopaje en los campeonatos de Italia.

## Biografía
El 31 de julio de 2008, en un control antidopaje en los campeonatos de Italia en junio, dio positivo por EPO.

## Palmarés
1997
- Milán-Busseto

1998
- Gran Premio Palio del Recioto

2000
- 1 etapa de la Vuelta a España

2001
- 1 etapa del Brixia Tour

2002
- Gran Premio Industria y Commercio Artigianato Carnaghese

2003
- Coppa Sabatini

2006
- Trofeo Ciudad de Castelfidardo

## Resultados en Grandes Vueltas
| Carrera | Carrera         | 1999 | 2000 | 2001  | 2002 | 2003  | 2004 | 2005 | 2006 | 2007 | 2008  |
| ------- | --------------- | ---- | ---- | ----- | ---- | ----- | ---- | ---- | ---- | ---- | ----- |
|         | Giro de Italia  | —    | —    | 104.º | —    | —     | —    | —    | —    | —    | F. c. |
|         | Tour de Francia | —    | —    | —     | Ab.  | 134.º | —    | —    | —    | 95.º | —     |
|         | Vuelta a España | —    | 88.º | —     | 96.º | —     | —    | —    | —    | —    | —     |

—: no participa
Ab.: abandono
F. c.: fuera de control